# کلدونک
کلدونک (به هلندی: Keldonk) یک منطقهٔ مسکونی در هلند است که در وغل واقع شده‌است. کلدونک ۱٬۲۰۵ نفر جمعیت دارد.